# UnChild
『UnChild』（アンチャイルド）は、プロジェクトSawanoHiroyuki[nZk]:Aimer（サワノヒロユキヌジークエメ）のアルバム。澤野弘之とAimerのコラボレーション・アルバム。

## 概要
アニメ『機動戦士ガンダムUC』とその音楽を担当する澤野弘之、主題歌担当のAimerによるコラボレーション・アルバム。初回盤は、9月12日に開催予定の澤野弘之ライブ[nZk]002 チケット最速先行受付応募IDが封入された。

『機動戦士ガンダムUC』主題歌「RE:I AM」、「StarRingChild」や劇中歌「EGO」などの新ヴァージョンを収録。
『機動戦士ガンダムUC』サウンドトラックから「REMIND YOU」「A LETTER」の新バージョンを収録。そして「Sternengesang」は英語詞に生まれ変わり、「But still…」という新たなタイトルで収録。
「Destiny」は、劇中BGM「MOBILE SUIT」を再構築した新たな楽曲。
『機動戦士ガンダムUC（ユニコーン）』最終章公開を記念して開催されたライブイベント“UnChild”で披露された新曲「bL∞dy f8」、「Next 2 U」、「Just say good bye」も収録されている。
「bL∞dy f8」は、テレビシリーズ『機動戦士ガンダムユニコーン RE:0096』のエンディングテーマに採用された。

## 収録曲
1. UnChild (2:56)
作曲：澤野弘之
2. StarRingChild -English ver.- (5:01)
作詞：cAnON.　作曲：澤野弘之
3. A LETTER (4:26)
作詞：mpi　作曲：澤野弘之
4. Destiny (3:50)
作詞：Benjamin Anderson（英語版）, mpi　作曲：澤野弘之
5. But still... (4:39)
作詞：cAnON.　作曲：澤野弘之
6. Just say good bye (4:53)
作詞：Benjamin Anderson, mpi　作曲：澤野弘之
7. Next 2 U (4:03)
作詞：cAnON.　作曲：澤野弘之
8. bL∞dy f8 (4:48)
作詞：cAnON.　作曲：澤野弘之
9. REMIND YOU (4:53)
作詞：mpi　作曲：澤野弘之
10. EGO (3:54)
作詞：mpi　作曲：澤野弘之
11. Because we are tiny in this world (4:22)
作詞：Benjamin Anderson, mpi　作曲：澤野弘之
12. RE:I AM -English ver.- (5:47)
作詞：Benjamin Anderson, mpi　作曲：澤野弘之

## アルバム参加ミュージシャン
- ドラム - 山内“masshoi”優 (M2-3, 5-12)、佐野康夫 (M4)
- ベース - 田辺トシノ(M2-12)
- エレクトリック・シタール - 遠山哲朗 (M3, 6)
- ギター - 飯室博 (M1-3, 5-9, 11-12)、椿本匡賜 (M5, 6)、遠山哲朗 (M4, 10)
- ストリングス - 大先生室屋ストリングス (M1, 3, 6, 12)
- バックボーカル - 河合夕子 (M11, 12)、cAnON. (M11, 12)、下問晶子 (M11, 12)、澤野弘之 (M11)、mpi (M11)、AI INOUE (M12)、Hikaru (M12)、Sen (M12)、Melo-J (M12)、yassh!! (M11, 12)
- ピアノ、キーボード、その他 - 澤野弘之 (M1-12)

## 制作クレジット
- プロデューサー - 澤野弘之[nZk]
- ディレクター - 堀口泰史
- エグゼクティブ・プロデューサー - 村松俊亮、桂田大助、岸本俊一
- レコーディング＆ミキシング・エンジニア、プロツールス・オペレーター - 相澤光紀
- アシスタント・エンジニア - Sho Suzuki、高西和明、CHIKA MATSUDA、YASUHIRO NAKASHIMA
Recorded at Studio Sound Valley, Bunkamura Studio, LAB recorders, Heart Beat. RECORDING STUDIO
Mixed at Studio Sound Valley
- マスタリング・エンジニア - 茅根裕司
- ボーカル・アレンジメント - 河合夕子

- ジャケットアートワーク - D[di:]
- アート・ディレクション＆デザイン - 野中愛
- フォトグラフディレクション - 松田剛
- フォトグラファー - 加藤アラタ
- スタイリスト - 早川すみれ
- ヘアメイクアーティスト - 村上綾

## リリース日一覧
| 地域 | リリース日    | レーベル               | 規格                   | カタログ番号     | 備考                        |
| ---- | ------------- | ---------------------- | ---------------------- | ---------------- | --------------------------- |
| 日本 | 2014年6月25日 | DefSTAR RECORDS        | 12cmCD                 | DFCL-2071        | 通常盤                      |
| 日本 | 2014年6月25日 | DefSTAR RECORDS        | 12cmCD                 | DFCL-2072        | 初回生産限定盤              |
| 日本 | 2014年6月25日 | DefSTAR RECORDS        | デジタル・ダウンロード | 886558330        | iTunes Store                |
| 日本 | 2014年6月25日 | Sony Music Labels Inc. | デジタル・ダウンロード | 1000528764       | レコチョク                  |
| 日本 | 2014年6月25日 | Sony Music Labels Inc. | デジタル・ダウンロード | 4560429727323    | mora AAC-LC 320kbps         |
| 日本 | 2014年6月25日 | Sony Music Labels Inc. | デジタル・ダウンロード | B00L1714II       | Amazon.co.jp                |
| 日本 | 2014年6月25日 | Sony Music Labels Inc. | デジタル・ダウンロード | A1004657137      | レコチョク FLAC 96kHz 24bit |
| 日本 | 2014年6月25日 | Sony Music Labels Inc. | デジタル・ダウンロード | 4560429727293    | mora FLAC 96kHz 24bit       |
| 日本 | 2014年9月17日 | Sony Music Labels Inc. | デジタル・ダウンロード | 824              | HD-music FLAC 96kHz/24bit   |
| 日本 | 2016年7月13日 | Sony Music Labels Inc. | デジタル・ダウンロード | smj4560429727293 | e-onkyo FLAC 96kHz 24bit    |

## 購入者特典
- 両面告知ポスター [11]